# Michele Caballone
Michele Caballone (Napoli, 1692 – Napoli, 19 gennaio 1740) è stato un compositore e insegnante di musica italiano.
Studiò musica al Conservatorio di Santa Maria di Loreto sotto la guida di Gaetano Veneziano, primo maestro dell'istituto, e di Giuliano Perugino. Nel 1716 si unì in nozze con Teresa Muscettola, dalla quale, tra i vari figli, ebbe Gaspare, che diventerà anch'egli compositore, seguendo così le orme del padre.
Verso il 1717 iniziò la sua collaborazione con il Teatro dei Fiorentini di Napoli, per il quale però iniziò a comporre opere buffe solamente dal 1728. Durante la sua attività presso il palcoscenico partenopeo fu coinvolto in uno scaldalo nell'ambito della rappresentazione del 1729 del suo lavoro Ammore vò speranza.
Per tutta la vita si dedicò anche all'attività didattica: tra i suoi allievi ebbe il futuro violinista virtuoso Emanuele Barbella, il quale era figlio di Antonia Muscettola, sua cognata, e del violinista Francesco Barbella. Non fu sicuramente insegnante della cantante Faustina Bordoni (futura moglie del celebre Johann Adolf Hasse), come viene asserito da diverse fonti, la quale fu invece allieva di Michelangelo Gasparini, fratello minore di Francesco Gasparini.

## Lavori

### Opere
- La cantarina (1° atto) (opera buffa, 1728, Napoli; in collaborazione con Costantino Roberto)
- La Ciulla, o pure Chi ha freuma arria a tutto (opera buffa, 1728, Napoli)
- La finta schiava (opera buffa, 1728, Napoli)
- Ammore vò speranza (opera buffa, 1729, Napoli)
- Adone re di Cipro (opera seria, libretto di Filippo Vanstryp, 1730, Roma)
- Li dispiette amoruse (opera buffa, 1731, Napoli)

### Opere dubbie
- Cecilia (opera buffa, 1728, Napoli)
- Adriano in Siria (opera seria, libretto di Pietro Metastasio, 1740, Napoli)
- Alessandro nelle Indie (opera seria, libretto di Pietro Metastasio, 1740, Napoli)

### Altri lavori
- 4 Salve regina
- Kyrie (1737)
- Dixit (1737)
- Laudate (1739)
- Passione
- Miserere (1737)
- Varie arie